# Петвисхеви
Петвисхеви (груз. ფეტვისხევი) — село в Грузии, на территории Горийского муниципалитета края (мхаре) Шида-Картли.

## География
Село находится в центральной части Грузии, к северу от реки Таны, на расстоянии приблизительно 21 километра (по прямой) к юго-западу от города Гори, административного центра муниципалитета. Абсолютная высота — 1480 метров над уровнем моря.

## Население
По результатам официальной переписи населения 2014 года постоянное население в Петвисхеви отсутствовало.
| Год  | Население, человек |
| ---- | ------------------ |
| 2002 | 0                  |
| 2014 | 0                  |

## Достопримечательности
- Церковь Мариамцминда[груз.], IX—X вв.